# María Martha Serra Lima
María Martha Serra Lima (Buenos Aires; 19 de diciembre de 1944-Miami; 2 de noviembre de 2017) fue una cantante y actriz argentina.

## Biografía
Nació en el seno de una familia de clase alta. Su padre fue empresario. Ella fue la cuarta y última hija del matrimonio, la única niña. Empezó su carrera a los 27 años, luego de la muerte de su padre y de haberse divorciado. Contrajo matrimonio en tres oportunidades, enviudó del primer esposo, del segundo se divorció y con el tercero, Horacio Pérez Ugidos, su mánager, vivió 30 años sin compartir un hogar en común.
Se hizo famosa en Argentina en 1980 con la canción «Dudo lo que pasa (qué es lo que tiene él)», compuesta por Pedro Favini (1943-2012) y Rodolfo Garavagno. Esta obra, lado 1 banda 1 del LP Entre nosotros, se ubicó en el primer lugar de ventas del ranking del Centro Cultural del Disco (Buenos Aires). La obra ya había estado primera en Estados Unidos en 1977, en la voz de la puertorriqueña Sophi, y también había obtenido muy buena repercusión en México por María Medina. Por este motivo, el entonces director artístico de CBS Columbia, Mochín Marafioti, preocupado por lanzar al estrellato a María Martha Serra Lima, le sugirió la canción de Garavagno y Favini y de ese modo le abrió las puertas del reconocimiento masivo.
Su canción Amor, amor, amor estuvo en una película de Alberto Olmedo y Jorge Porcel Los fierecillos indomables, de 1982, donde la interpreta de una manera diferente a la del álbum. Esta versión solo apareció en la película y se desconoce si se lanzó en un disco oficial. Debido a la tecnología de esos años, el filme no se logró conservar en un buen estado y por lo tanto la canción no se escucha en una buena calidad, presentando varias fallas en gran parte de la misma. Jorge Porcel le hace un tributo a ella cantando Algo contigo disfrazado como ella y donde se puede ver que se ríe durante la presentación.
Posteriormente, grabó un disco con el Trío Los Panchos, que obtuvo un buen éxito de ventas porque estaba en su mejor momento como artista. En 1985 recibió un Premio Konex como una de las mejores cantantes melódicas de ese año en Argentina.
Sus canciones se convirtieron en verdaderos éxitos en países como Chile, Perú, Colombia, México,Uruguay, Puerto Rico, República Dominicana y Venezuela, entre otros. Su éxito se extendió hasta entrados los años 1990. En 1983 se radicó en la ciudad de Miami Beach, Florida (Estados Unidos), luego de vivir brevemente en México. Al respecto, comentó: «Quería empezar de cero en otro lado. Tres días duré en el DF. Me sangraba la nariz, a mi marido le daba alergia. Entonces dije: 'Si no puedo trabajar en la ciudad que me conviene, quiero ir a vivir a una ciudad que me guste'. Y me fui a Miami».
Serra Lima lanzó su último disco en 2013. La cantante falleció el 2 de noviembre de 2017, tras una larga lucha con un cáncer de páncreas. Poco antes había sido sometida a dos intervenciones quirúrgicas debido a dificultades para caminar; tenía 72 años.

## Discografía

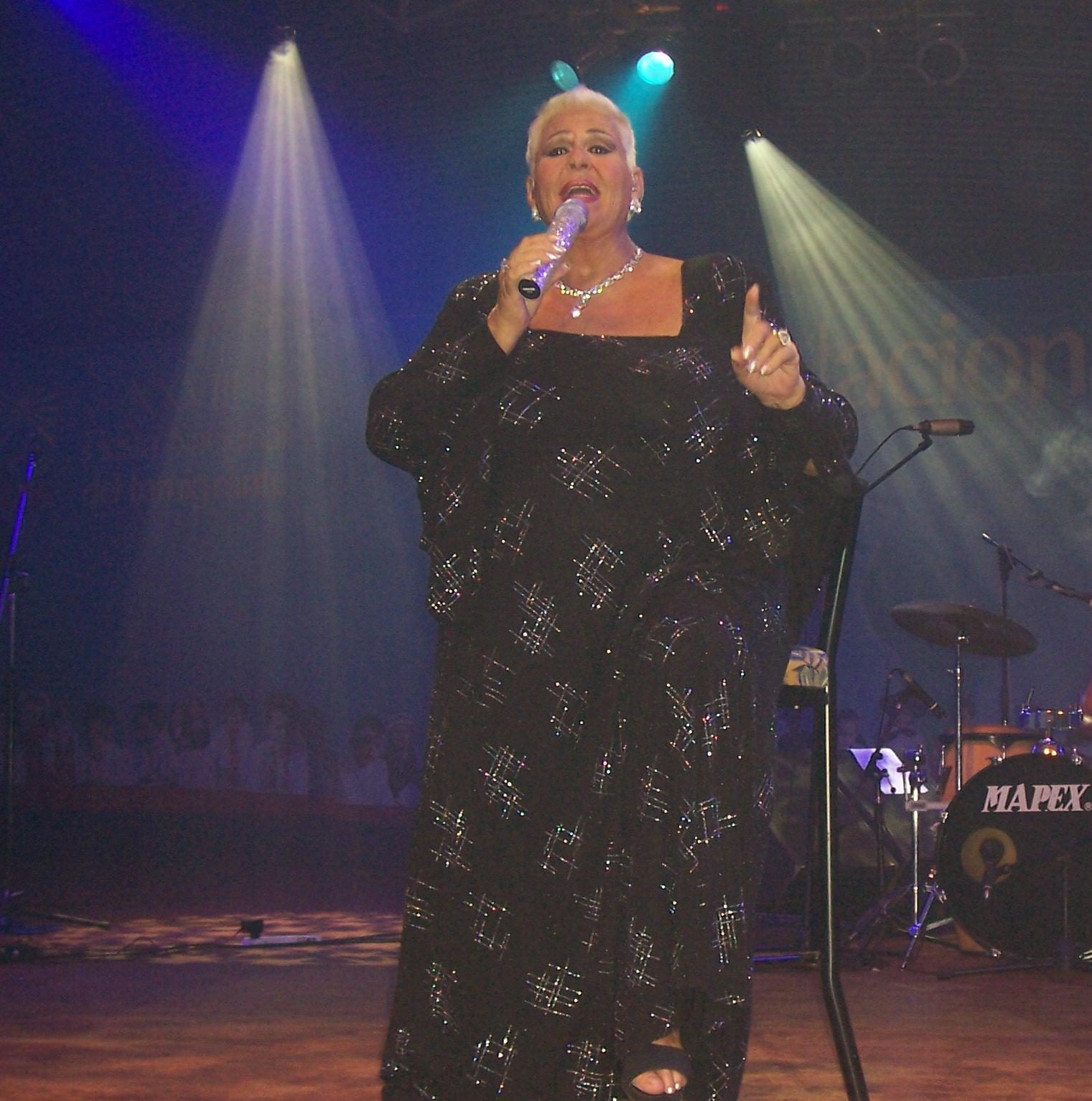
María Martha Serra Lima en la Fiesta Nacional del Inmigrante, en Misiones.

### Álbumes de estudio
- 1977: María Martha Serra Lima - EPIC
- 1978: La historia de un ídolo - Volumen 1
- 1979: Personal - EPIC
- 1980: Entre nosotros - CBS
- 1981: Esencia romántica - CBS
- 1981: La historia de un ídolo - Volumen 2 - Sony Music
- 1982: Estilo - CBS
- 1983: Sentir - CBS
- 1984: Esencia romántica 2 - CBS
- 1985: Plenamente - CBS
- 1987: ¡10 años contigo! - CBS
- 1987: Estelar - CBS
- 1989: Matices - CBS
- 1989: Mis boleros - CBS
- 1990: Quién soy - CBS
- 1990: El viaje - Sony Music
- 1990: 12 grandes éxitos - Sony Music
- 1991: Lo mejor de mí - Sony Music
- 1992: Retrato - Sony Music
- 1993: 20 de colección - Sony Music
- 1993: Como nunca - Sony Music
- 1993: 12 grandes éxitos - Serie de oro - María Martha Sella Lima / Estela Raval. SONY MUSIC
- 1994: Símbolo de amor - Sony Music
- 1994: Brillantes - Sony Music
- 1995: Cosas de la vida - Sony Music
- 1995: María Martha Serra Lima - Sony Music
- 1995: Siempre romántica - Sony Music
- 1996: Para estar contigo - Sony Music
- 1996: Frente a Frente - Estela Raval / María Martha Serra Lima - Sony Music
- 1997: Crónica de colección - Sony Music
- 1997: Mis 30 mejores canciones - Sony Music
- 1998: Esencia romántica 3 - Sony Music
- 1998: The Latin Stars Series - Sony Music
- 1999: A mi manera - Sony Music
- 1999: Inolvidable - Sony Music
- 1999: 20 TH Aniversary - Sony Music
- 2001: Baladas de amor - Sony Music
- 2003: 14 canciones inolvidables - La Laida Editora S.R.L.
- 2003: Los esenciales - Sony Music
- 2004: Intensa - REYES
- 2004: 14 grandes éxitos - Sony Music
- 2004: 20 grandes éxitos - Sony Music
- 2006: Un corazón, una voz - Sony Music
- 2009: Los elegidos - Sony Music
- 2011: Con el alma - HPU International Productions
- 2013: María Martha International - HPU International Productions

### Simples/Singles
- 1979: «Los enamorados / El amor» - EPIC
- 1980: «A mi modo / A mi modo» (Simple) - CBS
- 1982: «Amor...amor / Amor...amor» - CBS
- 1983: «Mi vida es cantar / Bajo una luna de marzo» - CBS
- 1985: «Parece / Un mundo para amantes» - Columbia
- 1985: «Un mundo para amantes / Amor secreto» - Columbia
- 1987: «Que no me doy cuenta / Que no me doy cuenta» - CBS
- 1990: «Que te van a hablar de mi / Que te van a hablar de mí» - CBS
- 1990: «La tercera es la vencida / La tercera es la vencida» (Simple) - CBS
- 1996: «Te vengo a preguntar / No quisiera quererte» (Single) - Sony Music Entertainment Argentina S.A.